# Selma Grieme
Selma Grieme (gift Heldenmaier), född 4 april 1910 i Bremen; död 27 september 1999 i Bremen, var en tysk friidrottare med hoppgrenar som huvudgren. Grieme var en pionjär inom damidrott; hon var världsrekordhållare i Femkamp och blev flerfaldig guldmedaljör vid den fjärde damolympiaden 1934.

## Biografi
Selma Grieme föddes 1910 i Bremen i norra Tyskland. När hon började med friidrott tävlade i kortdistanslöpning och häcklöpning men även i höjdhopp, längdhopp, kulstötning och spjutkastning. 1917 gick hon med i idrottsföreningen "Bremen 1860" (från början kallad ATSV Bremen och senare Sportfreunde Bremen) som hon tävlade för under hela sin aktiva tid förutom en period för "Dresdner SC" och "TuS Sulingen". 1926 tog hon sin första tävlingsseger i löpning vid lokala tävlingar i Bremen.
1928 blev hon tysk mästare i femkamp (kulstötning, längdhopp, 100 meter, höjdhopp och spjutkastning) vid tävlingar i Berlin 14–15 juli, slutresultatet var även (inofficiell) världsrekordnotering. Under samma tävling blev hon även tysk mästare i längdhopp
1930 blev hon tysk mästare i längdhopp och slutade på 2:a plats i femkamp vid tävlingar i Lennep 2-3 augusti, tidigare samma år förbättrade hon världsrekordet i femkamp.
Grieme deltog i den tredje damolympiaden 6–8 september 1930 i Prag, under idrottsspelen vann hon bronsmedalj i längdhopp, under samma tävling kom hon på en 4:e plats i trekamp (löpning 100 meter, höjdhopp och spjutkastning).
1931 blev hon tysk mästare i höjdhopp vid tävlingar i Magdeburg, under samma tävling slutade hon på en 5:e plats i femkamp. Vid en landskamp i Hannover 23 augusti satte hon europarekord i längdhopp med 5,91 meter. 1932 blev hon åter tysk mästare i längdhopp.
1933 blev hon åter tysk mästare i längdhopp vid tävlingar i Weimar 20 augusti 1934 försvarade hon sin titel i höjdhopp vid tävlingar i Nürnberg.
Grieme deltog även i den fjärde damolympiaden 9–11 augusti 1934 i London, under idrottsspelen vann hon guldmedalj i höjdhopp. Hon vann även guldmedalj med stafettlaget (med Käthe Krauß, Margarete Kuhlmann och Marie Dollinger) på 4 x 100 meter.
Senare gifte hon sig och drog sig tillbaka från tävlingslivet. Grieme dog 1999 och ligger begravd på Riensberger Friedhof i stadsdelen Schwachhausen i östra Bremen.